# Макси Гомез
Максимилијано „Макси” Гомез Гонзалез (шп. Maximiliano "Maxi" Gómez González; Пајсанду, 14. август 1996) професионални је уругвајски фудбалер који игра на позицији нападача.

## Клупска каријера
Гомез је професионалну фудбалску каријеру започео у редовима екипе Дефенсор спортинга из Монтевидеа за коју је дебитовао у првенственој утакмици против Насионала играној 4. октобра 2015. године. За екипу Дефенсора играо је током наредне три сезоне и у том периоду је на 52 одигране утакмице постигао чак 30 голова.
У јулу 2017. прелази у редове шпанске Селте из Вига са којом потписује петогодишњи уговор вредан 4 милиона евра. За шпански тим дебитује у првом колу „Ла лиге” 19. августа у утакмици против Реал Сосиједада и већ на првој утакмици постиже и свој први погодак. Током прве сезоне у шпанској лиги одиграо је 36 утакмица и постигао 17 голова.

## Репрезентативна каријера
Макси Гомез никада није играо за млађе репрезентативне селекције Уругваја, а за сениорску репрезентацију дебитовао је у пријатељској утакмици против Пољске играној 10. новембра 2017. године. Након тога одиграо је још четири пријатељска сусрета у склопу припрема за Светско првенство 2018. у Русији, да би га на крају селектор Оскар Табарез уврстио на коначан списак играча за Русију.